# Lucas Halter
Lucas Halter (sinh ngày 2 tháng 5 năm 2000 tại Brasil), là một cầu thủ bóng đá người Brasil hiện đang chơi ở vị trí Trung vệ cho câu lạc bộ Atlético Paranaense và Đội tuyển bóng đá U-17 quốc gia Brasil.